# 许友
许友（约1620年—1663年，其生卒年说法各异），原名寀，曾名宰。父许豸，因闽音宰与豸同，有忌者称许友改名宰犯家讳，以不孝责之，遂更名友，字有介，又更名为眉，字介寿、介眉，号瓯香，福建侯官（今福州市）人。明崇祯间举孝廉，以诸生终，入清不仕。许友工书善画，诗尤孤旷。钱谦益尝录其诗于《吾炙集》中。王士禛、朱彝尊亦称赏之。著有《米友堂诗集》，《清史列传》行于世。

## 生平
许友资性颖异，疏旷不羁，自命晋人。日娱山水，与僧仆为友。精于草书，善画枯木竹石，诗尤孤旷高迥，时有“三绝”之誉。许友早年家境宽裕，生活奢靡。顾景星《白茅堂集·许有介诗集序》云：“崇祯时，闽以僻境宴安，风俗华侈。有介家给既足，娈童舞女，诗酒谈讌，无虚日。任侠结纳，轻视一切。……长不满六尺，肥白如匏，谈笑风发，酒酣操楮，笔墨饱腾。或为诗词，或画枯木竹石，奕奕有致，比之襄阳、眉山。顾胸中常郁促不平，若圈鹿絷鹤，怦怦怫怫不乐生者，则不善世故也。然而风流自胜。”周亮工《书许有介自用印章后》中描写道：“君大腹，无一茎须，望之类乳媪，面横而肥，不似文人。……君既负盛名，闽士多造之，恒不报谒，亦不省来者为谁。以故，人多憾之。即与君暱者，亦退多后言。君但自放于酒，一切弗问也。”
入清后，许友大隐隐于市，愈发孤高，心无牵挂，时常游山水，访旧友，组诗社，作书画，怡情养性，不问世事。从父亲许豸那继承来的石林别墅，在明末毁于战火，经许友精心修整，增置亭台，又恢复生机。许友在园中标明诸名胜，大书刻于石壁，还写了《石林自记》，并以松涛阵阵而易名为“涛园”。又建“箬茧室”，长丈余，读书其中，并作《箬茧读书图》，题诗记其事。于园中栽种松竹梅菊等，邀诗友社集其中，吟诗作赋，留下了许多吟咏山林之作。
清顺治五年（1648年），许友与时任福建按察使的周亮工订交，常于米友堂内谈诗论画，交情甚笃。周亮工有诗《与有介》：“戊子之夏相与友，至今郁郁未成还。乱里真难此一日，人生能得几十年。江南移家欲更去，茅屋分人懒自全。老夫终亦欲归尔，恋君酒美不须钱。”又有“疏狂独爱许瓯香”句，可见赏爱之深。清顺治十二年（1655），周亮工被劾。1658年，周亮工被逮入京，受诛连者千余人，其中百余人遭逮入京赴质，许友亦在其列。直至1960年6月，许友才无恙返乡。但经此冤屈，家道衰落，穷困窘迫，许友于《与周减斋先生书》中道尽辛酸：“抵家但余满面风尘。故乡城郭，已非向之翼然綖絙者。今则叠叠凌齿，兼以飓风之后，坊观庐舍，颓委殆尽。家人面如尘土，恸哭伤心，告诉债主凌辱、伍伯索饷，真如刀锯刻刻受也。近来朋友亲戚已绝往来，酒茗聚谈，竟若瑶池王母之宴，安可得耶？寒家之屋，前后左右已分数姓。友所自居者，仅此屋十之一，主人反为客矣。每常见炊烟相乱，鸡犬声闻，一屋竞成一村，嗟乎亦异哉！”此后，许友变得愤世嫉俗，画风诗风都有了明显转变，改画枯木寒鸦，并作《学哑》、《学聩》、《学瞽》、《学担粪》、《学死》等诗，以泄胸中不平之气。1663年10月，许友抑郁病终，年四十余。

## 作品

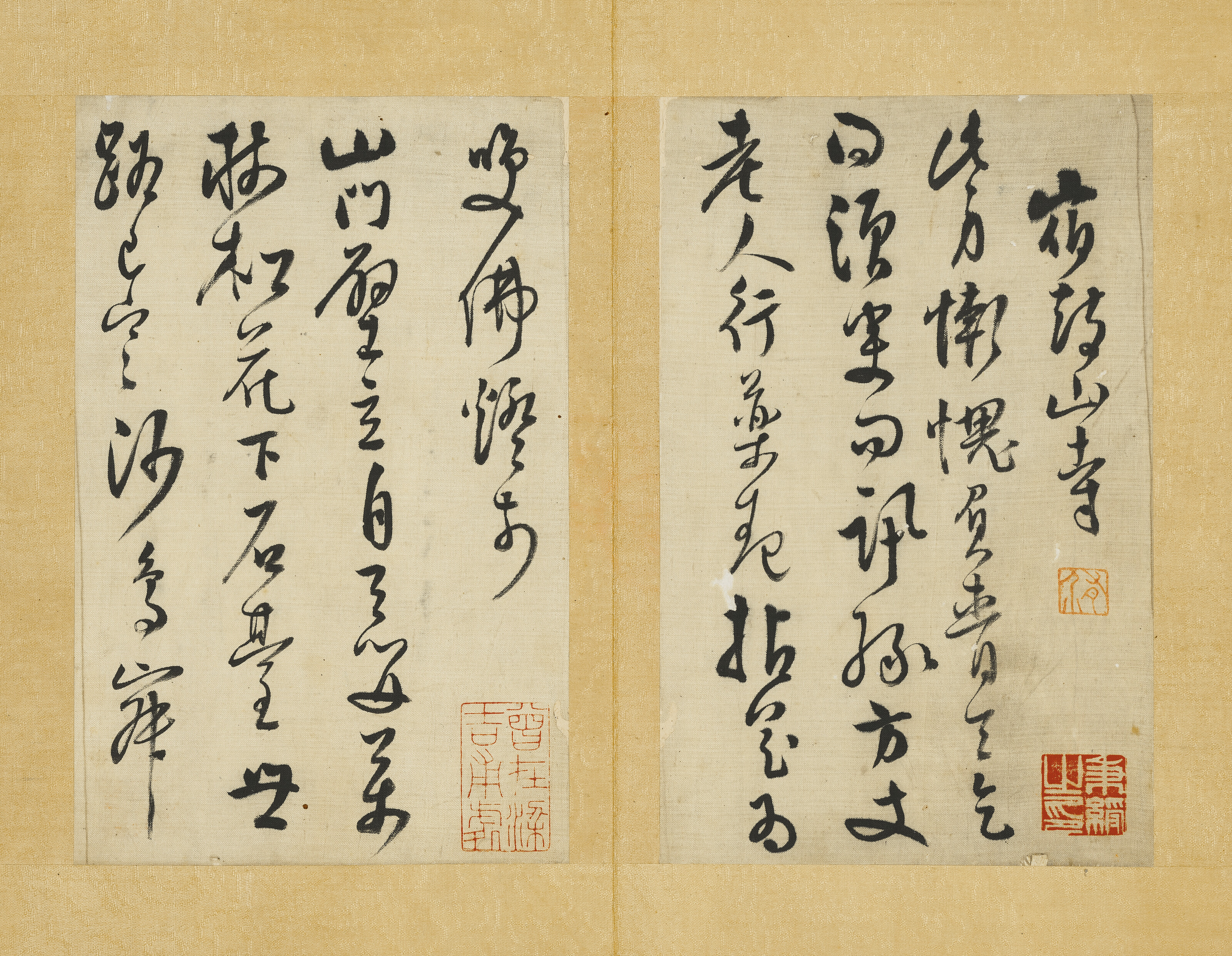
草書《宿鼓山寺》

著有《米友堂集》。

## 家族
父许豸，擅诗书画。因闽音宰与豸同，有忌者称许友改名宰犯家讳，以不孝责之，遂更名友。
子许遇亦擅诗书画。